# Badavana Palya, Gubbi
Badavana Palya là một làng thuộc tehsil Gubbi, huyện Tumkur, bang Karnataka, Ấn Độ.